# Slippin' and Slidin'
"Slippin' and Slidin" é uma canção de rock and roll do cantor e pianista e compositor Little Richard lançada como Lado B do compacto Long Tall Sally, em março de 1956, pela gravadora Specialty Records. No ano seguinte, ela seria incluída no álbum de estreia do cantor, Here's Little Richard. A música é, atualmente, creditada a Little Richard, Edwin Bocage, Albert Collins e James Smith.

## Outras versões
- 1959 - Dickie Pride, um artista de rock britânico.
- 1962 - The Rivingtons, um grupo de doo-wop.
- 1963 - Buddy Holly, em um álbum póstumo.
- 1969 - Johnny Winter, em seu álbum Second Winter.
- 1970 - Otis Redding, em um álbum póstumo.
- 1973 - Billy "Crash" Craddock, em seu álbum lançado naquele ano.
- 1975 - John Lennon, em seu álbum Rock 'n' Roll.
- 1982 - Maureen Tucker, em seu álbum de 1982.
- 1983 - Raul Seixas, em seu álbum homônimo, gravou uma versão em português intitulada "Não Fosse o Cabral".

## Músicos
- Little Richard – vocal, piano
- Lee Allen – saxofone tenor
- Alvin "Red" Tyler – saxofone barítono
- Edgar Blanchard – guitarra elétrica
- Frank Fields – baixo
- Earl Palmer – bateria